# Archivo del Reino de Mallorca
El Archivo del Reino de Mallorca, originariamente Arxiu de la Universitat de la Ciutat i Regne de Mallorca —creado en el siglo XIII—  recopilaba y conservaba toda la documentación referida al reino de Mallorca. En 1851 se establece como Archivo Histórico de Baleares, manteniendo su carácter previo. Su sede actual fue abierta al público en 2014 tras un largo proceso de remodelación del edificio que la acoge.

## Historia
El Archivo del Reino de Mallorca surge en 1249, y se consolida durante el siglo posterior con el objetivo de reunir toda la documentación que la corona estaba generando. Ante esta situación se constituye el Archivo de la Universidad de la Ciudad y Reino de Mallorca. Convertido así en el precedente más antiguo y base del actual Archivo del Reino de Mallorca. 
El depósito quedó instalado en la misma Casa de la Universitat hasta el siglo XVII, momento en el que se construye la nueva Casa Consistorial en ese mismo lugar, conservándose el archivo en el nuevo ayuntamiento de la ciudad. Jaume Pol, en 1640, y Antoni Moll (que será archivero hasta su muerte) serán los encargados de realizar el primer catálogo del centro, que ha servido de base a los trabajos posteriores.
En 1715 se firma el Decreto de Nueva Planta de la Real Audiencia del Reino de Mallorca, que planteaba unificar las instituciones de todos los reinos españoles. Se suprimió la Universitat de la Ciutat i Regne de Mallorca y se estableció un Ayuntamiento al estilo castellano y con un ámbito de actuación únicamente local. Si bien, de facto, debía suponer el cierre del Archivo de la Universitat  parte de sus legajos y series fueron conservados por el nuevo consistorio.
El siglo XIX supondrá un nuevo cambio en el Archivo, con la creación de la Diputación Provincial de Baleares, en 1838. Desde ese momento, se sitúa al frente del mismo a un funcionario de diputación: Francisco Massanet. Fue el responsable del archivo hasta su muerte en 1840 dándole su carácter de colección única. El 14 de enero de 1851  se firma una disposición del Ministerio de Comercio, Instrucción y Obras Públicas por la que el Archivo del Antiguo Reino de Mallorca pasa a convertirse en Archivo Histórico de las Baleares. Se sitúa al frente del mismo al destacado periodista José María Quadrado y Nieto. Además el archivo pasa formar parte del sistema estatal y se convierte en el quinto archivo español que gana la categoría de Archivo Histórico. Gracias a esto, se produjo un aumento de dotación de personal y servicios y se incrementaron sus fondos gracias a donaciones particulares y la llegada de legajos de otras instituciones públicas.
En 1955 se trasladó el archivo de su sede en el Ayuntamiento a un edificio neoregionalista, construido como Casa de Cultura por los arquitectos españoles Gabriel Alomar Esteve y José Ferragut Pou. Desde entonces comparte el espacio con la Biblioteca Pública de Mallorca y con el Museo de Mallorca. El edificio ha sufrido una profunda remodelación para adecuarlo a las necesidades actuales de conservación documental. Actualmente la titularidad corresponde al Estado, mientras que la gestión fue transferida a la Comunidad Autónoma en 1983 y se rige por un convenio firmado entre el Ministerio de Cultura y la Consejería de Educación y Cultura del Gobierno Balear.

## Sede
Su actual sede había sido anteriormente la Casa de la Cultura, construida bajo la dirección de Guillermo Forteza Piña entre 1942 y 1956, aprovechando el claustro del antiguo convento de San Francisco. Desde 1956 también intervienen los arquitectos Gabriel Alomar Esteve y José Ferragut, que le dan su claro marcado neoregionalista. Situado en la calle Blas Pascal, hasta 2004 compartía sus dependencias con el Museo de Mallorca y la Biblioteca Pública de Palma. Pero las necesidades de reforma del edificio, que afectaban al 80 % del mismo llevaron a una profunda remodelación realizada gracias al Ministerio de Cultura y el Fondo Europeo de Desarrollo Regional. La profunda transformación concluyó en diciembre de 2014, con objeto de modernizar sus instalaciones y adecuarlo a las necesidades del siglo XXI. Tras cuatro años de obra y con un presupuesto de 16 millones de euros, se consiguió reabrir el centro. Que en la actualidad cuenta con un depósito documental, con 22 kilómetros lineales de estanterías de las que están ocupados 10 kilómetros por los 20.000 volúmenes acumulados o reservados para los que se prevé incorporar.